# Andrzej Trubeha
Andrzej Trubeha (ur. 22 listopada 1997 w Jaworowie) – polski piłkarz występujący na pozycji napastnika w polskim klubie Bruk-Bet Termalica Nieciecza. Wychowanek JKS-u 1909 Jarosław i Stali Rzeszów. W swojej seniorskiej karierze grał w Stali Rzeszów, Górniku II Zabrze, Stali Stalowa Wola, KKS-ie 1925 Kalisz, Legionovii Legionowo i  Jagiellonii Białystok. Do 2014 posiadał obywatelstwo ukraińskie.